# Smile (singel)
Smile – singel Lily Allen promujący album Alright, Still wydany w 2006 roku nakładem wytwórni Regal Recordings.
Tekst do piosenki został napisany przez Allen w wieku 18 lat, kiedy opuścił ją chłopak.
Jej singel został również nagrany w języku SimLish dla potrzeby gry The Sims 2: Cztery Pory Roku.

## O nagraniu
Allen ogłosiła poprzez jej blog MySpace, że jej pierwsze oficjalne nagranie wydane na singlu to piosenka „Smile”, pochodząca z jej debiutanckiego albumu zatytułowanego „Alright, Still”. Utwór został wysłany do stacji radiowych kilka tygodni później i natychmiast został dodany do listy odtwarzania radia. Teledysk miał premierę na początku czerwca we wszystkich muzycznych brytyjskich stacjach telewizyjnych. Allen pojawiła się także na okładce „The Observer Music Monthly”, wystąpiła również w programach rozrywkowych z Wielkiej Brytanii, np. w „Top of the Pops”.
„Smile” został wydany w Wielkiej Brytanii w sklepie iTunes 26 czerwca 2006, wyprzedzając premierę singla na płycie CD. Spędził większość swojego pierwszego tygodnia pod numerem 1. Jest wspierany przez dwa B-Sides, pierwszym z nich jest „Cheryl Tweedy”, a drugim „Absolutely Nothing”. Singiel wspiął się na pozycję 1 w Wielkiej Brytanii 9 lipca, sprzedaż wyniosiła wtedy 39.501 egzemplarzy. To zgromadziło 2 tygodnie później sprzedanych 35 228 egzemplarzy, wchodzących na 4 pozycję w czwartym tygodniu (w tym samym tygodniu album studyjny został wydany). Pod koniec roku 2006 ogłoszono, że „Smile” był jedenastym najlepiej sprzedającym się singlem w Wielkiej Brytanii. W USA utwór wspiął się na pozycję #49, głównie dzięki sprzedaży cyfrowej. Został tam certyfikowany podwójnym złotem.
Istnieje oficjalny remix piosenki, Lily wykonuje go z Robinem Thicke i Samanthą Jade. Został wydany 16 sierpnia 2006.
Utwór opowiada o tym, jak pierwszy chłopak Lily rozstał się, a w wyniku tego Allen przedawkowała narkotyki i została hospitalizowana.

## Wideoklip
Teledysk, w reżyserii Sophie Muller (która była także reżyserką do klipu brytyjskiego numeru jeden – „Hips Don't Lie” Shakiry), pokazuje, jak Lily mści się na byłym ex-chłopaku (zagranego przez Elliotta Jordana), który ją oszukał. Allen płaci bandytom, aby go pobili, a następnie umawia się z nim w kawiarni, natomiast zatrudnieni zbrodniarze demolują mieszkanie jej chłopaka, rysując przy tym jego płyty winylowe. W kawiarni, Lily, gdy jej był chłopak poszedł do toalety, wsypała mu do kawy środki przeczyszczające, w wyniku czego dostał biegunki. Później, w związku z biegunką, idzie do domu skorzystać z łazienki, jednak bandyci zapychają sedes ubraniami. Wideo kończy się z uśmiechniętą Allen idącą po ulicy, natomiast jej ex-chłopak, który jest DJ-em, próbuje odtworzyć zarysowane płyty, jednak nie udaje mu się to, przez co wezwano innego DJ-a.
Lily powiedziała w wywiadzie, że MTV odmówiło emisji teledysku z powodu zawartego z nim rabunku. Utwór posiada również wulgaryzmy w pierwszym wersecie: naganne słowa „But you were fucking that girl next door”. Słowa te są ocenzurowane w niektórych wydaniach. „Jestem naprawdę obrażona, gdyż „Smile” nie otrzymał prawa do emisji w brytyjskiej MTV, z powodu słowa „fuck”!” – dodała Lily Allen.

## Promocja
W dniu oficjalnego wydania piosenki, Allen wykonała na prywatny rejestr sklep Sister Ray w Soho, Londyn cztery utwory z jej debiutanckiego albumu „Alright, Still”: „LDN”, „Knock 'Em Out”, „Littlest Things” i „Smile”. Wcześniej, tego samego dnia, Allen wykonywała w BBC Radio 1 Live Lounge z DJ Jo Whiley akustyczną wersję „Smile” i cover The Kooks „Naive”.
Na potrzeby promocji gry The Sims 2: Cztery Pory Roku, Lily nagrała „Smile” w fikcyjnym języku SimLish z gry The Sims.
Nagrano także teledysk z gry, z simką podobną do Allen.
Utwór pojawił się także w „Thrillville: Off the Rails”.
Piosenka została wykorzystana w filmie Judda Apatowa „Knocked Up”

## Inne wersje
Raper nagrał nową wersję „Smile” o nazwie „Vile”, która jest odpowiedzią na utwór napisany z perspektywy ex-chłopaka (choć nigdy nie był napisany przez chłopaka Allen). Oba utwory zostały następnie sparodiowane przez Chrisa Moylesa.

## Pozycje
| 2006                                   | Pozycja |
| -------------------------------------- | ------- |
| Australian ARIA Singles Chart          | 14      |
| Ö3 Austria Top 40                      | 39      |
| Belgia Ultratop 50 Singles             | 27      |
| Dania Top 40                           | 10      |
| Francja Singles Chart                  | 16      |
| Niemcy Singles Chart                   | 67      |
| Irlandia Singles Chart                 | 6       |
| Nowa Zelandia Singles Chart            | 6       |
| Włochy Singles Chart                   | 23      |
| Szwecja Singles Chart                  | 38      |
| Szwajcaria Singles Chart               | 21      |
| Hiszpania Los 40 Principales           | 20      |
| UK Singles Chart                       | 1       |
| 2007                                   | Pozycja |
| Canadian Hot 100                       | 86      |
| U.S. Billboard Hot 100                 | 49      |
| U.S. Billboard Pop 100                 | 25      |
| U.S. Billboard Hot Adult Top 40 Tracks | 8       |